# Essentialism
Essentialism är en filosofisk riktning som grundar sig på idén om att vissa egenskaper hos objekt och människor är väsentliga och avgörande för deras identitet, beteende och funktion. Dessa egenskaper är medfödda och kan inte förändras. Detta synsätt har tillämpats på många områden; från nationella identiteter och kulturella uttryck, till kön och sexuell läggning. Inom nationell identitet innebär essentialismen att en nation, och individer födda i och av den, har medfödda och oföränderliga uttryck, en "folksjäl", som kan spåras tillbaka i tiden genom historien. Medan inom kön och sexuell läggning hävdar essentialismen att vissa beteenden och personligheter är medfödda och oföränderliga, biologiskt bestämda. Detta perspektiv stöds av biologisk determinism, som också betonar biologiska faktorer som förklaring till skillnader mellan könen och sexuell läggning.
Ett essentialistiskt perspektiv på världen innebär en förenklad och reduktionistisk syn på fenomen som betraktas, eftersom perspektivet endast tar hänsyn till det väsentliga som orsakar de observerbara egenskaperna hos objekt eller individer. Därför kan det finnas fler faktorer som påverkar eller förklarar det observerbara än vad essentialismen erkänner. Detta förenklade perspektiv har påverkat samhällen och människor på olika sätt genom historien. Exempelvis har essentialistiska synsätt rättfärdigat rasism och sexism, och även använts för att försvara nationella identiteter och kulturella uttryck. Samtidigt finns det många som kritiserar essentialismen och anser bland annat att dess förenklade syn på verkligheten leder till fel slutsatser.
Som kontrast mot essentialismen ställs perspektiv som beskriver verkligheten som socialt konstruerad av människan, vilket innebär att nationella identiteter är skapade av historiska och politiska faktorer och därmed alltid förandliga. Samma invändning finns rörande perspektiv på kön och sexuell läggning. I motsats till essentialismens idé om ett fixerat och oföränderligt väsen hos individer eller objekt står konstruktivismen. Konstruktivismen betonar att identiteter och egenskaper är sociala konstruktioner, som skapas och förändras genom sociala och historiska faktorer. På så sätt utmanar konstruktivismen essentialismens idé om ett fixerat och oföränderligt väsen hos individer eller objekt.

## Ontologisk och kunskapsteoretisk grund
Essentialism handlar om hur vi ser på vad som finns i världen (ontologi) och hur vi kan veta vad som är sant och falskt (epistemologi). Enligt essentialismen finns det fasta och objektiva kärnor av saker och ting i världen som definierar vad något verkligen är. Dessa kärnor är inbyggda i själva naturen av saker och ting och bestämmer vad som är sant och falskt, rätt och fel. Ett exempel är tankar om biologiskt kön. Enligt essentialismen finns det en grundläggande kärna som definierar vad som är manligt och kvinnligt. Denna kärna är inbyggd i biologin och bestämmer vad som är sant och falskt, rätt och fel när det gäller kön. En essentialistisk syn på kön kan leda till att man tänker att kvinnor och män är grundläggande olika och att det finns vissa objektiva egenskaper eller beteenden som är typiska för kvinnor respektive män på grund av deras biologiska kön. 
Essentialism handlar också om hur kunskap skapas (kunskapsteori). Essentialismen betonar att det finns grundläggande och objektiva kärnor av saker och ting i världen, vilket påverkar hur vi förstår och tänker om världen. Detta står i kontrast till andra perspektiv som menar att vår förståelse av världen skapas genom sociala samspel och att det inte finns någon objektiv verklighet.
Ett exempel på essentialism inom kunskapsteori är hur vi tänker om fakta. Enligt essentialismen är fakta objektiva och oberoende av vår förståelse av dem. Fakta är sanna och lika oavsett vem som betraktar dem. Detta står i kontrast till andra perspektiv som menar att fakta är socialt konstruerade och skapas genom sociala samspel och tolkningar. Essentialismens syn på fakta har kritiserats för att inte ta hänsyn till hur vår förståelse av fakta kan påverkas av vår sociala och kulturella kontext, vilket medför att människan kan hindras från att förstå hur samhället och världen fungerar på djupet, något som kan leda till stereotyper och fördomar.

## Essentialismens filosofiska grund
Essentialism är en filosofisk riktning som grundar sig på idén om att det finns dolda, väsentliga egenskaper hos objekt som bestämmer deras iakttagbara egenskaper. Aristoteles menade att det är dessa essenser som är kausalt bestämmande, det vill säga att de orsakar eller påverkar objektets beteende eller egenskaper.
Nominal essens är en term som används inom essentialismen för att beskriva det som är karakteristiskt för ett objekt. Detta är en objektiv egenskap som är oberoende av hur objektet uppfattas eller används i praktiken. Ett exempel på nominal essens skulle kunna vara en stol. En stols nominala essens skulle inkludera dess grundläggande egenskaper som är gemensamma för alla stolar, till exempel att den har en sits, ett ryggstöd, ben och är avsedd att sitta på. Oavsett hur stolen uppfattas eller används i praktiken så är dess nominala essens densamma eftersom det är dess grundläggande och objektiva egenskaper som definierar vad en stol är. Således skulle en stol fortfarande anses vara en stol även om den används som en stegpall eller för att hålla upp en dörr, eftersom det är dess essentiella egenskaper som bestämmer vad det är. På samma sätt skulle en stol inte sluta vara en stol bara för att den målas om eller byter ägare, eftersom dess essens är oberoende av yttre faktorer eller ändringar som kan påverka dess uppfattning eller användning.
Nominal essens beskriver alltså de grundläggande egenskaper som är gemensamma för alla objekt av samma slag. Essentialister ser ett bestämt samband, ett så kallat "kausalt bestämmande", mellan objektets essens och dess egenskaper och beteenden. Detta innebär att en objekts iakttagbara egenskaper är en direkt följd av dess essens, och att det är essensen som bestämmer hur objektet beter sig eller vad det är.
I modern tid har essentialism försvarats av anhängare till den vetenskapsfilosofiska realismen som menar att det finns objektiva, observerbara och intrinsikala (grundläggande och inre) egenskaper hos verkligheten, som bestämmer vad något verkligen är. Enligt essentialistisk realism existerar dessa egenskaper oberoende av mänskliga tolkningar och uppfattningar av dem, och de utgör grunden för hur vi förstår och tänker om världen. Detta perspektiv har mött stark kritik från bland andra Karl Popper, som betecknar sin egen position som "modifierad essentialism". Popper menar att det är viktigt att vara öppen för förändring och utveckling i vetenskapliga teorier och att essentialism kan leda till dogmatism och stelhet.
Ett essentialistiskt perspektiv på världen innebär en förenklad och reduktionistisk syn på fenomen som betraktas, eftersom det endast tar hänsyn till det väsentliga som orsakar de observerbara egenskaperna hos objekt eller individer. Därför kan det finnas fler faktorer som påverkar eller förklarar det observerbara än vad essentialismen erkänner. Detta perspektiv har påverkat samhället och människor på olika sätt genom historien. Utifrån detta har essentialismen kunnat användas för att rättfärdiga rasism och sexism, och för att försvara nationella identiteter och kulturella uttryck. Samtidigt finns det många som kritiserar essentialismen och anser att den är en förenklad och felaktig syn på verkligheten.
Inom samhällsvetenskapen och humaniora har essentialistiska perspektiv kritiserats då dessa använts  för att rättfärdiga kulturell och etnisk essentialism som har lett till diskriminering och förtryck av minoriteter. Kritiker menar att essentialismen kan leda till en förenklad syn på identitet och tillhörighet som är exkluderande och diskriminerande.

## Essentialism och identitet
Essens är den innersta kärnan eller värdet av något eller någon handling, exempelvis en folkgrupps identitet, utmärkande egenskaper, mentalitet, värderingar och samhällsliv. Essentialismen hävdade att folkgrupper och nationer har medfödda och oföränderliga uttryck, en folksjäl, som kan spåras långt tillbaka i tiden i förhistoriska kulturer. Denna syn hävdar att det finns en djup och tidlös kärna som ger en nation dess särprägel, och som kan spåras tillbaka i tiden till nationens ursprung och historia. Som perspektiv bidrar det till en känsla av kontinuitet och stabilitet inom en nation genom att identifiera och bevara en nations kulturella identitet.
Detta perspektiv har även använts inom rasbiologin, där det har hävdats att människor har en nedärvd essens som definierar deras egenskaper och potential. Den rasbiologiska essentialismen har försvarat idén om rasskillnader genom att hävda att olika raser har olika essenser och därför är naturligt olika i sina mentala, emotionella och fysiska egenskaper. Essentialismen har också använts för att betona vikten av blodsband och kulturell renhet, som i nazismen där det hävdades att den tyska nationen hade en särskild "rassjäl" som skulle bevaras genom att undvika "rasblandning".
Uppfattningen om att det finns en medfödd essens förfäktas än idag av nationalistiska rörelser. Den kontrasterar mot dagens mer vanliga vetenskapliga syn på nationen som social konstruktion, som har föränderlig kultur, religion och sedvänjor vilka har påverkats av militärt skapade gränser och av politiskt konstruerade nationalistiska uppfattningar.

## Essentialism och kultur och etnicitet
Utifrån essentialismen ska kultur och etnicitet ses som helt enskilda ämnen som har en fast relation till varandra. Födelseortens egenskaper förs vidare i arv genom nationalitet som bestämmer ens kultur. Kulturen avgör sedan individens etnicitet. Kortfattat blir människans tillhörighet och identitet något som bestäms redan vid födelseplatsen.
Att finna företrädare för det essentialistiska synsättet kan idag vara svårt. En bok som kan nämnas är The ethnic origins of nations, utkommen 1986 av Anthony Smith. Enligt Wikström (2009:34) förespråkar författaren sex hörnstenar som tillsammans bildar en grund för ett samlat folk utifrån ett etniskt perspektiv. Dessa hörnstenar består av ett gemensamt namn, en gemensam myt, kultur och historia, en koppling till ett begränsat landskapsområde och kunna känna en lojalitet till "den egna" samlingen. I praktiken innebär detta ur ett essentialiskt perspektiv att vara född italienare är lika med att vara bärare av Italiens historik, etnicitet, kultur och känsla av samhörighet med folket och det egna landet.

## Essentialism och biologi
Essentialism anspråkar till användningen av biologiska, fysiologiska och genetiska skäl som förklarar ett socialt beteende. Sexuell läggning, olika beteenden och personligheter anses alltså vara medfödda essenser. Syftet är alltså att genom biologi ta fram sociala och fysiska skillnader som är oföränderliga. Ett annat exempel är endogami. Det innebär att man gifter sig inom en etnisk grupp/stam som vill bevara den kultur som utförs och praktiseras. 

## Essentialism och kön
John Grays bok Män är från Mars och kvinnor är från Venus behandlar begreppet essentialism utifrån ett tankeexperiment om att kvinnor och män ursprungligen har helt olika känslor, språk och behov.  När de båda varelserna kom till jorden skulle alla deras kommunikations- och könsrelaterade problem kunna lösas om de förstod att de var olika. Det kallas att män till essensen är manliga och kvinnor till essensen är kvinnliga. Essens = det väsentliga, karakteristiska.